# Гіпоксантин
Гіпоксантин (англ. hypoxanthine) — природна похідна  азотистого основи пурину. Був випадково виявлений як компонент  нуклеїнових кислот, де був представлений як антикодон тРНК у формі інозина. Також відомий як 6-гідроксипурін. 

## Реакції
Гіпоксантин утворюється відновленням ксантина ферментом  ксантин оксидоредуктазою.
Гіпоксантин-гуанін фосфорибозилтрансфераза перетворює гіпоксантин у  ІМФ. 
Гіпоксантин також є продуктом спонтанного дезамінування аденіну, з огляду на те, що гіпоксантин схожий за структурою на гуанін, таке дезамінування може призвести до помилки в  транскрипції або  реплікації.